# عزالدین توفیقی
عزالدین توفیقی (انگلیسی: Azzeddine Toufiqui؛ زادهٔ ۲۵ آوریل ۱۹۹۹) بازیکن فوتبال است.
از باشگاه‌هایی که در آن بازی کرده‌است می‌توان به باشگاه فوتبال کان اشاره کرد.